# Pirtti-Raakku
Pirtti-Raakku är en sjö i Finland. Den ligger i kommunen Salla i landskapet Lappland, i den norra delen av landet, 700 km norr om huvudstaden Helsingfors. Pirtti-Raakku ligger 241,9 meter över havet. Arean är 24 hektar och strandlinjen är 2,72 kilometer lång. Sjön  ingår i Kemi älvs huvudavrinningsområde. 